# L'Arbre de Noël (roman)
Pour les articles homonymes, voir Arbre de Noël.
L'Arbre de Noël est un roman de Michel Bataille paru en 1967.

## Résumé
Laurent Ségur et son fils, Pascal, achèvent leurs vacances en Corse. La femme de Laurent, autrement dit la mère de Pascal, est décédée à cause d’un accident quelques années auparavant. Ayant découvert une crique à la pureté polynésienne lors de leur route vers le Sud, dans leur superbe voiture servant aussi de logement tellement elle était perfectionnée, Laurent et Pascal s’y installent, ils mettent à l’eau leur canot. Alors qu’ils étaient sur l’eau, un avion contenant une arme nucléaire explose au-dessus d’eux. De retour de vacances, père et fils font des examens médicaux pour voir si aucune conséquence de l’explosion n’est perçue. Les tests sont négatifs. Son fils parti à un camp louveteaux, Laurent remarque au retour de Pascal, une marque bleuâtre à la tempe. Il fait alors passer à son fils d’autres examens dont les résultats sont cette fois-ci alarmants : Pascal n’a plus que trois mois à vivre. Son père décide alors de passer ces trois mois dans leur château, en Auvergne. Alors commence dans le château une existence hors du temps pour le père et l’enfant condamné et qui le sait, échappant ainsi au rythme et aux contraintes du réel. Quand le château est inoccupé, c’est un ami de Laurent, prénommé Verdun, qui s’en occupe. Cet ami a beaucoup aidé Laurent lors de ces trois mois, notamment pour aller dérober un couple de loups pour Pascal, passionné par ces animaux qui leur ressemblent tant.
Ils vivent alors des expériences fabuleuses, des moments incomparables entre père et fils, et parfois avec Verdun, et chaque jour c’est une nouvelle aventure qui les attend, chaque jour c’est un trésor à rechercher…
Noël approche, Noël et la magie de cette fête, les préparations et les cadeaux… La veille de Noël, Laurent s’absente et va en ville pour téléphoner. Il appelle Victoire, la femme avec qui il avait passé un week-end extraordinaire pendant le camp louveteaux de Pascal, quelques semaines auparavant, et avec qui il a eu une relation amoureuse. Il lui propose de venir passer Noël avec son fils et lui-même. Quand il revient, il entend les loups hurler, il découvre le sapin autour duquel les cadeaux destinés à Pascal sont déjà déballés, il cherche son fils, et le trouve couché près des loups, ceux-ci hurlant. Il est mort. Près du sapin se trouve une enveloppe destinée à Laurent et venant de son fils. Sur l’enveloppe, il est écrit « Bonne chance ».

## Thématiques
Le roman est vu par plusieurs critiques et journalistes comme un conte poétique très engagé contre l'arme nucléaire,. Pour l'accident, Bataille s'est inspiré de celui de Palomares l'année précédente.

## Distinctions
Le livre était dans la liste finale du prix Goncourt 1967.

## Adaptation
Un film a été adapté de cet ouvrage. Il a été réalisé par Terence Young avec Bourvil dans le rôle de Verdun et est sorti sur les écrans en 1969.